# Selección femenina de fútbol de Guadalupe
La Selección femenina de fútbol de Guadalupe es el equipo nacional de fútbol que representa a Guadalupe en torneos y competencias internacionales femeniles como la Copa de Oro Femenina de la Concacaf. Su organización está a cargo de la Liga Guadalupense de Fútbol, la cual está afiliada a la Concacaf.

## Historia
En 1985, casi ningún país del mundo tenía equipo nacional de fútbol femenino. Esta selección no jugó en ningún partido de categoría en 2008. La selección femenina de fútbol de Guadalupe participó en el Campeonato de Mujeres del Caribe 2010. El 30 de abril jugó su primer partido en condición de local, donde venció 2-0 a Martinica. El 21 de mayo en el partido de vuelta jugó contra Martinica, que perdieron 1-5. En marzo de 2012, el equipo no se clasificó a la Copa del mundo femenino por la FIFA.